# New England National Park
New England National Park är en park i Australien. Den ligger i delstaten New South Wales, i den sydöstra delen av landet, omkring 390 kilometer norr om delstatshuvudstaden Sydney.
Runt New England National Park är det glesbefolkat, med 13 invånare per kvadratkilometer.. Närmaste större samhälle är Deer Vale, omkring 17 kilometer norr om New England National Park. 
I omgivningarna runt New England National Park växer i huvudsak städsegrön lövskog. Genomsnittlig årsnederbörd är 1 585 millimeter. Den regnigaste månaden är januari, med i genomsnitt 310 mm nederbörd, och den torraste är oktober, med 7 mm nederbörd.